# Frederick Francis

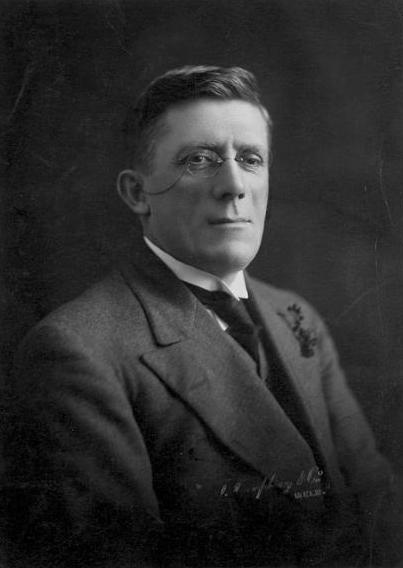

Frederick Henry Francis (1881 – 15 de agosto de 1949) foi um político australiano.
Francis nasceu em Port Melbourne e foi construtor e corretor de imóveis antes de entrar na política. Ele foi um vereador da cidade de Malvern por dezasseis anos, incluindo uma passagem como prefeito. Ele também era um juiz. Ele tentou alistar-se na Primeira Guerra Mundial mas foi rejeitado. Ele foi um candidato mal-sucedido nas eleições estaduais de 1917.
Em 1919, ele contestou a cadeira da Câmara dos Representantes australiana de Henty como um nacionalista independente e derrotou o parlamentar nacionalista, James Boyd. Apesar da sua candidatura independente, ele foi considerado um forte apoiante do primeiro-ministro nacionalista Billy Hughes. Ele foi reeleito em 1922 como um nacionalista vagamente alinhado; foi formalmente endossado e se descreveu como um "nacionalista progressista na espinha dorsal", mas afirmando que não responderia à vontade do partido e votaria de acordo com a sua consciência; ele foi descrito alternadamente como nacionalista independente ou nacionalista em diferentes fontes. Ele derrotou três candidatos nacionalistas, incluindo Boyd.
Antes da eleição de 1925, Francis anunciou que não iria contestar Henty e tentaria ser transferido para o Senado. Ele não foi endossado pela Federação Nacional e declarou sua oposição à pré-seleção. No entanto, ele rejeitou os rótulos de "independente" ou "nacionalista independente", afirmando que era um candidato nacionalista. Francis acabou por retirar a sua candidatura ao Senado "para evitar a divisão do voto nacionalista". Ele contestou sem sucesso a eleição suplementar de Balaclava de 1929 como um nacionalista independente, perdendo para o nacionalista Thomas White por uma larga margem.
Francisco enfrentou dificuldades financeiras após deixar o parlamento. Ele construiu uma garagem e a operou por dois anos, mas não teve sucesso e saiu com grandes dívidas. Posteriormente, trabalhou como motorista de táxi no ''State Bank of Victoria'' e como agente de uma funerária, trabalhando por comissão e vivendo sem pagar aluguer atrás das instalações. Ele foi declarado falido em fevereiro de 1936.
Francis morreu em 15 de agosto de 1949, aos 67 anos, deixando duas filhas. Ele foi enterrado no cemitério Old Cheltenham.